# 408
Năm 408 là một năm trong lịch Julius.